# Die Freiheitlichen
Die Freiheitlichen (Les Libéraux) sont un petit parti politique italien, dirigé par Andreas Leiter Reber. Il se présente uniquement dans la province autonome de Bolzano (Tyrol du Sud ou Haut-Adige), où il a obtenu 15 121 voix en novembre 2003 et deux conseillers provinciaux.
Il renforce ses positions aux élections provinciales de 2008, avec 43 615 voix (14,3 %) et 5 élus (+3).
Lors des élections générales italiennes de 2013, il obtient 48 317 voix (0,14 %) à la Chambre des députés avec comme tête de liste Ulli Mair.
Lors des élections provinciales du 27 octobre 2013, il poursuit sa progression avec  51 504 voix, 17,9 % et six élus (+ 1).
Pour les élections européennes de 2014, il s'allie avec la Ligue du Nord de façon à bénéficier le cas échéant d'un député européen s'il venait à dépasser 50 000 voix, mais Pius Leitner n'obtient que 6 848 voix de préférence sur la liste de la Ligue du Nord.